# 8664 Grigorijrichters
8664 Grigorijrichters este o planetă minoră (asteroid), cu un diametru de 4,23 km, din centura de asteroizi. A fost descoperită pe 10 aprilie 1991 la Observatorul Palomar de Eleanor F. Helin și a fost numită după Grigorij Richters⁠(d). 
Obiectul prezintă o orbită caracterizată de o semiaxă mare de 2,3659854 UAi, o excentricitate de 0,1, o înclinație de 7,06594 ° în raport cu ecliptica.